# Ranbir Kapoor
Ranbir Kapoor (Mumbai, 28 settembre 1982) è un attore e dirigente sportivo indiano.

## Biografia
Appartiene ad una delle famiglie più importanti di Bollywood: è figlio di Rishi Kapoor e Neetu Singh Kapoor, nipote di Raj Kapoor e pronipote di Prithviraj Kapoor.
Karisma e Kareena Kapoor sono le sue cugine.
Ha iniziato a recitare nel 2007, vincendo subito i Filmfare Awards come Miglior attore debuttante per la sua interpretazione in Saawariya - La voce del destino. Un altro film che lo ha visto protagonista è stato Bachna Ae Haseeno, accanto a Deepika Padukone. Oltre a Bachna Ae Haseeno ha recitato nella parte del protagonista in Ajab Prem Ki Ghazab Kahani (2009) insieme a Katrina Kaif.

## Sport
Fu fondatore nel 2014 del Mumbai City, club del quale detiene dal 2019 il 35% della proprietà insieme a Bimal Parekh dopo la cessione della maggioranza del club a City Football Group nel 2019. La squadra milita nell'Indian Super League.

## Filmografia
- Saawariya - La voce del destino (2007)
- Bachna Ae Haseeno (2008)
- Luck by Chance (2009)
- Wake Up Sid (2009)
- Ajab Prem Ki Ghazab Kahani (2009)
- Rocket Singh: Salesman of the Year (2009)
- Raajneeti (2010)
- Anjaana Anjaani (2010)
- Raajneeti (2010)
- Chillar Party (2011)
- Rockstar (2011)
- Barfi! (2012)
- Yeh Jawaani Hai Deewani (2013)
- Besharam (2013)
- Bhoothnath Returns (2014)
- Tamasha (2015)
- Ae Dil Hai Mushkil (2016)
- Jagga Jasoos (2017)
- Sanju (2018)
- Brahmāstra: Part One - Shiva, regia di Ayan Mukerji (2022)